# Speocirolana xilitla
Speocirolana xilitla är en kräftdjursart som beskrevs av Alvarez och Villalobos 2008. Speocirolana xilitla ingår i släktet Speocirolana och familjen Cirolanidae. Inga underarter finns listade i Catalogue of Life.